# 威廉·皮科克
威廉·皮科克（英語：William Peacock，1891年12月6日—1948年12月14日），英国男子水球运动员。他曾代表英国参加1920年夏季奥林匹克运动会水球比赛，获得一枚金牌。他在1912年和1924年奥运会上担任英国队的替补。